# Vagón fumador
Vagón fumador es una película argentina de género dramático, estrenada en 2001, dirigida por Verónica Chen, quién también escribió el guion de la misma, y protagonizada por Cecilia Bengolea y Leonardo Brzezicki. 
“La idea central de la película es una idea vaga, pero al mismo tiempo bien concreta, de la libertad”, calcula su autora. “Algo que está en la atracción que Reni siente por Andrés. Que no es una atracción morbosa por algo raro, sino una fascinación auténtica por un tipo que parece ser realmente libre.”

## Argumento
Andrés y Reni se conocen fortuitamente, no esperan nada de la vida y eso ya es mucho para compartir. A partir de allí sus vidas sin remedio se prolongan en pequeñas dosis de comprensión que les permiten llegar hasta una próxima estación.
Esta ópera prima de la joven directora Verónica Chen se sumerge en la noche porteña en busca de criaturas solitarias, casi marginales, que encuentran una extraña conexión emocional entre ellas.
La película está construida como un largo flashback que reconstruye las vivencias de Reni, una veinteañera que canta en una banda de rock. Una noche ella ve que en un cajero automático dos hombres mantienen una rápida relación sexual. Desde ese instante, Reni queda seducida por Andrés, un taxiboy con el que irá enhebrando una relación afectiva sin demasiadas certidumbres, pero con mucho de compañerismo y aventura.
Chen concentra casi toda la película en la relación entre estos dos personajes, procedentes de universos casi opuestos e incorpora como tercer gran elemento dramático las calles, las plazas, los bares, las pizzerías de Buenos Aires, con toda la belleza y la degradación que afloran cuando buena parte de la ciudad duerme. Este rico aprovechamiento de los paisajes urbanos nocturnos (desde la decadente calle Lavalle hasta la Plaza San Martín donde paran los taxiboys) resulta uno de los mayores aciertos de Chen, que incorpora un sesgo por momentos documentalista en el que presta su cámara a seres anónimos que deambulan por las veredas casi desiertas.

## Reparto
- Cecilia Bengolea como Reni.
- Leonardo Brzezicki como Andrés.
- Adrián Fondari como Cliente.
- Fernando Moumdjian como Armenio.

## Festivales en que participó
- 27º Festival de Cine Iberoamericano de Huelva Premio a la mejor ópera prima y Premio Carabela de plata al mejor nuevo realizador.[3]
- 58.º Festival Internacional de Cine de Venecia Premio Ópera Prima Luigi de Laurentiis y Premio de la Semana Internacional de la Crítica - León del Futuro.[4]
- 25º Festival Internacional de Cine de Montreal Sección Cinema of tomorrow.[5]
- 19º Festival de Cine de Sundance Sección World Series.[6]
- 2º BAFICI.